# 코리보
코리보(KORIBOR)는 영국의 리보(LIBOR: London Inter-bank Offered Rates)를 본받아 한국 상업은행간 만든 단기 기준금리를 말한다. 현재 여러 은행간 호가를 합산하여 계산하며 매일 오전 11시에 공개한다. 코리보의 장점은 단기기준금리로 쓰이는 양도성예금증서 금리보다 변동폭이 좁아 안정적이다는 점이다. 코리보와 유사한 금리로 홍콩의 HIBOR, 싱가포르의 SIBOR 등이 존재한다. 

## 참고 문헌
- http://www.krx.co.kr/por_kor/m9/m9_5/m9_5_1/JHPKOR09005_01.jsp?dic_seq_no=5999%5B깨진+링크(과거+내용+찾기)%5D
- 한겨레- 코리보가 CD금리보다 변동폭 작아
- 매일경제신문- 대출기준 금리 코리보 전환 '태풍의 눈'